# Rainforest Action Network
Rainforest Action Network (RAN) é uma organização sem fins lucrativos americana que promove atividades em defesa do meio ambiente. Notoriamente, consolidou sua atuação por meio de campanhas contra empresas que agridem florestas tropicais.